# Bolbelasmus shibatai
Bolbelasmus shibatai är en skalbaggsart som beskrevs av Masumoto 1984. Bolbelasmus shibatai ingår i släktet Bolbelasmus och familjen Bolboceratidae. Inga underarter finns listade.